# Bakersfield Condors (AHL)
Die Bakersfield Condors sind ein US-amerikanisches Eishockeyfranchise aus Bakersfield, Kalifornien. Das Team spielt seit der Saison 2015/16 in der American Hockey League (AHL) und fungiert als Farmteam der Edmonton Oilers.

## Geschichte
Bereits im Dezember 2014 verkündeten die Oklahoma City Barons, ihren Spielbetrieb zum Ende der Saison 2014/15 einzustellen. Im Januar 2015 gab die American Hockey League dann eine umfangreiche Umstrukturierung zur Saison 2015/16 bekannt, in deren Rahmen eine neue Pacific Division gegründet wurde und fünf Teams nach Kalifornien übersiedelten. Eines dieser fünf Teams waren die Oklahoma City Barons, die fortan als Bakersfield Condors firmieren. Dabei übernahmen sie die Identität der Bakersfield Condors aus der ECHL, die im gleichen Zuge nach Norfolk verlegt wurden und dort die Norfolk Admirals bilden. Als Heimspielstätte dient wie bereits beim ECHL-Franchise die Rabobank Arena (seit 2019: Mechanics Bank Arena).
Gerry Fleming, der im Jahr zuvor bereits die Oklahoma City Barons betreut hatte, wurde zum ersten Cheftrainer der Condors ernannt. Nach der Saison 2017/18 wurde er von Jay Woodcroft abgelöst.